# Otokar Vectio
Lancé au printemps 2007, la série Otokar Vectio provient du constructeur turc Otokar. Il est dénommé Doruk sur le marché intérieur.[Où ?]

## Contexte
Otokar commence ses activités à Sakarya au début des années 1960. Il assemble depuis des véhicules blindés pour l'armée, Land Rover sous licence (véhicules de secours...), et divers châssis poids lourds (remorques, citernes, bennes, porte-voitures...). En Europe, la marque est représentée par sa filiale Otokar Europe basée à Roissy en France et des distributeurs dans les principaux pays de l'union.

## Versions

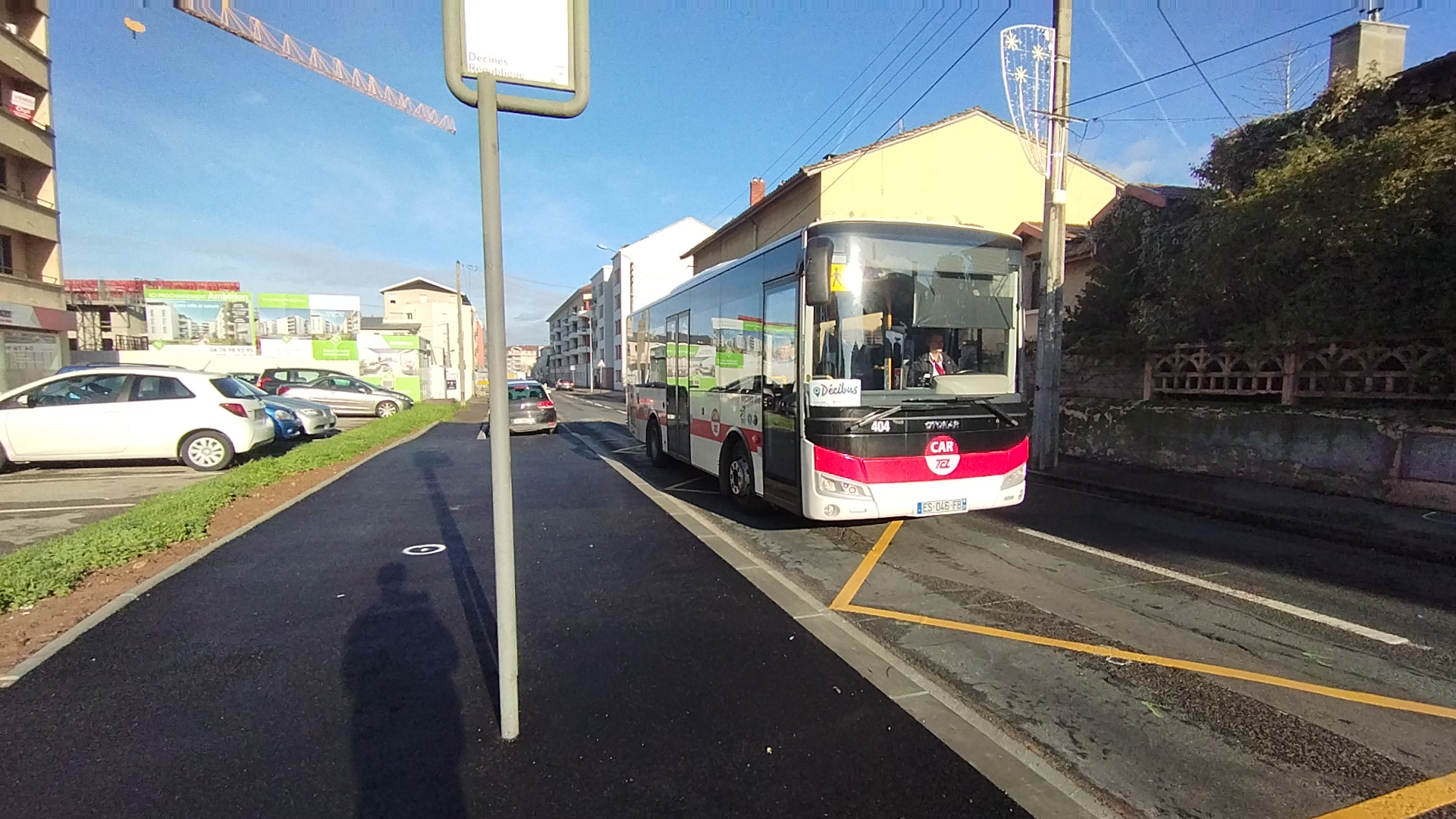
Otokar Vectio U LE sur le réseau TCL à Décines République

Le Vectio est livrable en 5 versions :
- Vectio C : configuration urbaine. Longueur : environ 9,10m. Carrosserie, habitacle et éléments mécaniques adaptés (boîte auto, réservoir de 200 l, empattement de 4,27 m, absence de soutes et climatisation présente)[1]
- Vectio 250 LE : Point de vue extérieur identique au Vectio C, comptoir du chauffeur différent de celui du Vectio C, barre de maintien généralement rouge ; LE pour Low Entry
- Vectio U : 39 places assises et 12 passagers debout, Réservoir 210 L ;
- Vectio U LE : Interurbain Low Entry. Réservoir 200 L, 29 places assises et 21 debout ;
- Vectio T : grand tourisme. Plus long et plus haut (10 m par 3,25), 39 + 1 places, réservoir 210 l, PTAC 14 t.
- Vectio 240U :  transport interurbain[2] ;
- Vectio 220S, 230S, 240S et 250S : transport routier, interurbain et scolaire[3]

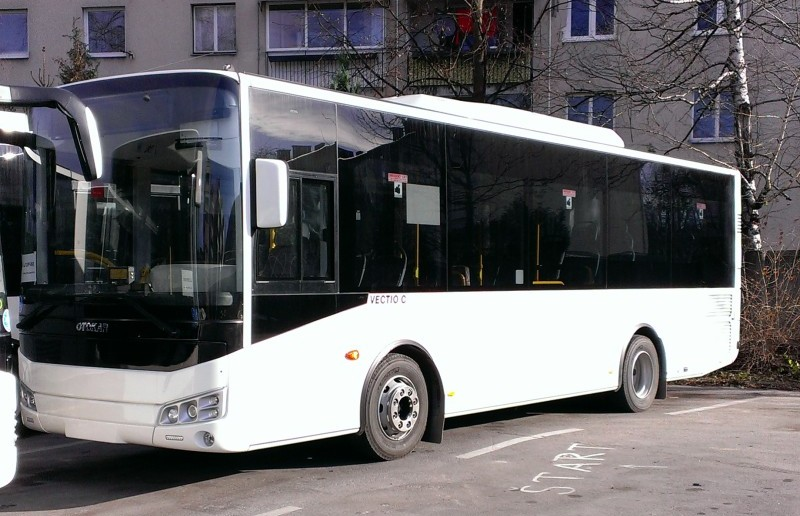
Bus Otokar Vectio C
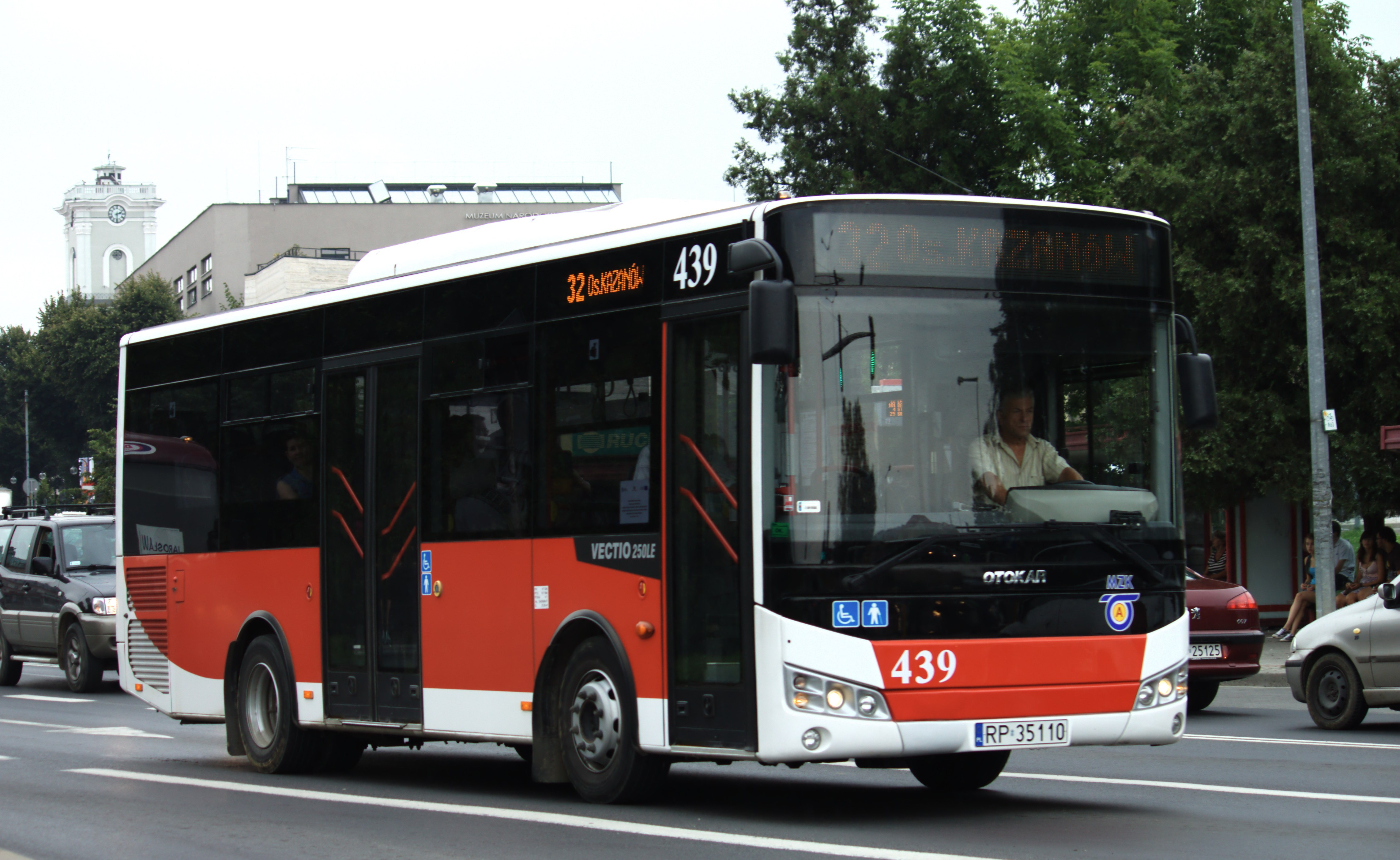
Bus Otokar Vectio 250 LE